# Cụm tập đoàn quân Châu Phi
Cụm tập đoàn quân Châu Phi (tiếng Đức: Heeresgruppe Afrika, tiếng Ý: Gruppo d'armate Africa) là một đơn vị chủ lực của phe Trục, tác chiến trên chiến trường Bắc Phi trong Thế chiến thứ hai. Về danh nghĩa, nó trực thuộc quyền chỉ huy của Tổng tư lệnh quân Ý trên chiến trường Bắc Phi, nhưng trên thực tế, đây là cơ cấu chỉ huy tối cao tác chiến trên thực tế của liên quân Đức - Ý và chỉ tồn tại trong thời gian ngắn trong Chiến dịch Tunisia năm 1943.

## Lược sử
Cụm tập đoàn quân Châu Phi được thành lập vào ngày 23 tháng 4 năm 1943, trên cơ sở phát triển từ Tập đoàn quân thiết giáp Đức-Ý và bộ tham mưu ở  Tunisia. Nó thuộc quyền của Tổng tư lệnh hướng Nam và bao gồm Tập đoàn quân số 1 của Ý và Tập đoàn quân thiết giáp số 5 của Đức. Tổng tư lệnh ban đầu là Thống chế Erwin Rommel, tuy nhiên, chỉ trong một thời gian ngắn thì ông được triệu hồi về nước và được thay thế bởi Đại tướng Hans-Jürgen von Arnim. Lúc này, cơ cấu Bộ Tổng tư lệnh hướng Nam được đặt dưới quyền chỉ huy tối cao của Ý.
Từ ngày 9 đến ngày 13 tháng 5 năm 1943, các đơn vị đơn lẻ của Cụm tập đoàn quân Châu Phi lần lượt đầu hàng quân Anh, trong đó có cả Tập đoàn quân số 1 của Ý. Không có hình thức đầu hàng chung cho cả cụm tập đoàn quân. Tướng Arnim chỉ đầu hàng với tư cách cá nhân cùng với bộ chỉ huy của mình (tương tự như Thống chế Friedrich Paulus đã làm ở Stalingrad) trong tình trạng bị giam cầm.

## Biên chế chủ lực
- Tập đoàn quân số 1 của Ý
- Tập đoàn quân thiết giáp số 5 của Đức

## Chỉ huy

### Tư lệnh
| STT | Ảnh | Họ tên                | Thời gian sống | Thời gian tại nhiệm                 | Cấp bậc tại nhiệm | Ghi chú                                                                 |
| --- | --- | --------------------- | -------------- | ----------------------------------- | ----------------- | ----------------------------------------------------------------------- |
| 1   |     | Erwin Rommel          | 1891-1944      | tháng 2 năm 1943 - tháng 3 năm 1943 | Thống chế (1942)  | Bị bức tử 14 tháng 10 năm 1944 do liên can đến âm mưu ám sát Hitler.    |
| 2   |     | Hans-Jürgen von Arnim | 1889-1962      | tháng 3 năm 1943 - tháng 5 năm 1943 | Đại tướng (1942)  | Bị truy tố là tội phạm chiến tranh và bị giam giữ đến tháng 7 năm 1947. |

### Tham mưu trưởng
| STT | Ảnh | Họ tên          | Thời gian sống | Thời gian tại nhiệm                 | Cấp bậc tại nhiệm                     | Ghi chú                                                                                     |
| --- | --- | --------------- | -------------- | ----------------------------------- | ------------------------------------- | ------------------------------------------------------------------------------------------- |
| 1   |     | Fritz Bayerlein | 1899–1970      | tháng 2 năm 1943 - tháng 3 năm 1943 | Đại tá (1942)                         | Trung tướng (1944). Bị truy tố là tội phạm chiến tranh và bị giam giữ đến tháng 4 năm 1947. |
| 2   |     | Alfred Gause    | 1896–1967      | tháng 3 năm 1943 - tháng 5 năm 1943 | Thiếu tướng (1941) Trung tướng (1942) | Bị truy tố là tội phạm chiến tranh và bị giam giữ đến năm 1955.                             |